# Chetia gracilis
Chetia gracilis е вид бодлоперка от семейство Цихлиди (Cichlidae). Видът не е застрашен от изчезване.

## Разпространение и местообитание
Разпространен е в Ангола и Намибия.
Обитава сладководни басейни и реки.

## Описание
На дължина достигат до 11,8 cm.